# Сервијев зид
Сервијев зид (лат. Murus Servii Tullii) је зид изграђен у Риму у време ране Римске републике у 4. веку п. н. е. Зид је грешком назван Сервијским по римском краљу Сервије Тулије који је абдицирао у 6. веку п. н. е. Зид је изграђен након што је Рим био опљачкан у нападу Гала 390. п. н. е. (или 387. п. н. е.).
Сервијев зид је био дугачак 11 km, висок до 10 m и 3 m. Изграђен је блокова камене туфа. Зид је опасавао град Рим и укључио је око 1000 хектара земљишта укључујући и седам римских брда. Зид је пратио топографију околине превасходно дајући логистичку предност за одбрану града. Сервијски зид су саградили грчки инжењери и ова конструкција је једна од првих примера коришћења цемента у античко доба. Само мањи део зида је преостао до данас.

## Изградња
Верује се да је зид добио име по шестом римском краљу Сервију Тулију. Иако је његов обрис могао потицати из 6. века п. н. е., садашњи зид је саграђен у време Римске републике, могуже као начин да се спречи ново пљачкање Рима попут оног после битке на Алији који су извели Гали предвођени Бреном. Због лакоће којом су Гали ушли у град, претпоставља се да је Рим био приморан од стране својих етрурских краљева да уклони неку ранију значајнију одбрану.
Зид је био саграђен од великих блокова туфа (вулканских стена створене од пепела и каменчића избачених током ерупције) извађених из каменолома Грота Оскура у близини бившег римског ривала града Вејиа. У неке делови структуре су поред блокова укључене дубоке јаме, како би се повећала висина зида. Уз део његове топографски слабије северне стране се налазио агер, одбрамбена рампа од земље набацана дуж унутрашње стране зида. Ово је повећало дебљину зида и дало браниоцима место за стојање током одбијања напада. Зид је такође био опремљен одбрамбеним справа, међу којима су и катапулти.

## Коришћење
Сервијев зид је био довољан да одбије Ханибала током Другог пунског рата. Међутим, зид никада није био стављен на пробу, пошто је Ханибал само једном довео картагињанску војску пред Рим 211. п. н. е. као део маневара да одвуче римску војску из Капуе. Када је било јасно да није успео, напустио је положај.
Зид је био и даље одржаван при крају Републике и раног Царства. До тада, Рим је већ почео да расте изван првобитног Сервијског зида. Оргазизација Рима у регионе под Августом је сместила регионе II, III, IV, VI, VIII, X и XI унутар зида, а остале ван њега.
Зид је постао непотребан Риму пошто је град био добро заштићена војном снагом Римске републике и касније царства. Како је град наставио да расте и напредује, он је у суштини био без одбране током прва три века царства. Међутим, када су германска племена почела да врше упаде дуж римске границе у 3. веку, цар Аурелијан је наредио да се изгради већи Аурелијанов зид да заштити Рим.